# Dasychira pashtuna
Dasychira pashtuna är en fjärilsart som beskrevs av Ebert 1968. Dasychira pashtuna ingår i släktet Dasychira och familjen tofsspinnare. Inga underarter finns listade i Catalogue of Life.